# Spilopelia
Spilopelia este un gen de păsări din familia Columbidae, care sunt înrudiți îndeaproape cu Streptopelia și Nesoenas, dar se disting de acestea prin diferențe morfologice și genetice. Unii autori au susținut că Stigmatopelia este denumirea valabilă, deoarece apare într-o linie anterioară a aceleiași lucrări de către zoologul suedez Carl Sundevall dar Richard Schodde și Ian J. Mason aleseseră anterior, în catalogul lor zoologic din 1999 al păsărilor australiene, Spilopelia, considerând că aceste două denumiri se aplică aceluiași gen; alegerea lor se întemeiază pe clauza 24(b) din Codul internațional de nomenclatură zoologică (ICZN), care susține decizia primului revizor. Denumirea Spilopelia combină cuvântul din greaca veche spilos, care înseamnă „pată” și peleia, care înseamnă „turturică”.

## Specii
Genul include două specii:
| Imagine | Denumire științifică    | Nume comun         | Distribuție                                           |
| ------- | ----------------------- | ------------------ | ----------------------------------------------------- |
|         | Spilopelia chinensis    |                    | Subcontinentul indian și în Asia de Est și de Sud-Est |
|         | Spilopelia senegalensis | Turturică africană | Africa, Orientul Mijlociu, Asia de Sud                |